# کوسیمو فوسکو
کوسیمو فوسکو (انگلیسی: Cosimo Fusco؛ زادهٔ ۲۳ سپتامبر ۱۹۶۲) بازیگر اهل ایتالیا است.
از فیلم‌ها یا برنامه‌های تلویزیونی که وی در آن نقش داشته است، می‌توان به رد پای شر، نیک و شر، زن شهرستانی، ۳۰ سکه، فرشتگان و شیاطین و ورق‌باز اشاره کرد.